# 馬洛普洛斯克
47°0′46″N 29°44′23″E / 47.01278°N 29.73972°E
小普洛斯凱（烏克蘭語：Малоплоске）是位於烏克蘭西南部的村莊，由敖德萨州羅茲季利納區的大普洛斯凱市鎮負責管轄。該村始建於1820年，面積0.42平方公里，海拔高度82米，2001年人口70，人口密度每平方公里166.67人。